# Linars
Linars är en kommun i departementet Charente i regionen Nouvelle-Aquitaine i västra Frankrike. Kommunen ligger  i kantonen Hiersac som ligger i arrondissementet Angoulême. År 2022 hade Linars 2 105 invånare.

## Befolkningsutveckling
Antalet invånare i kommunen Linars
Referens:INSEE